# Rundturm von Roscrea

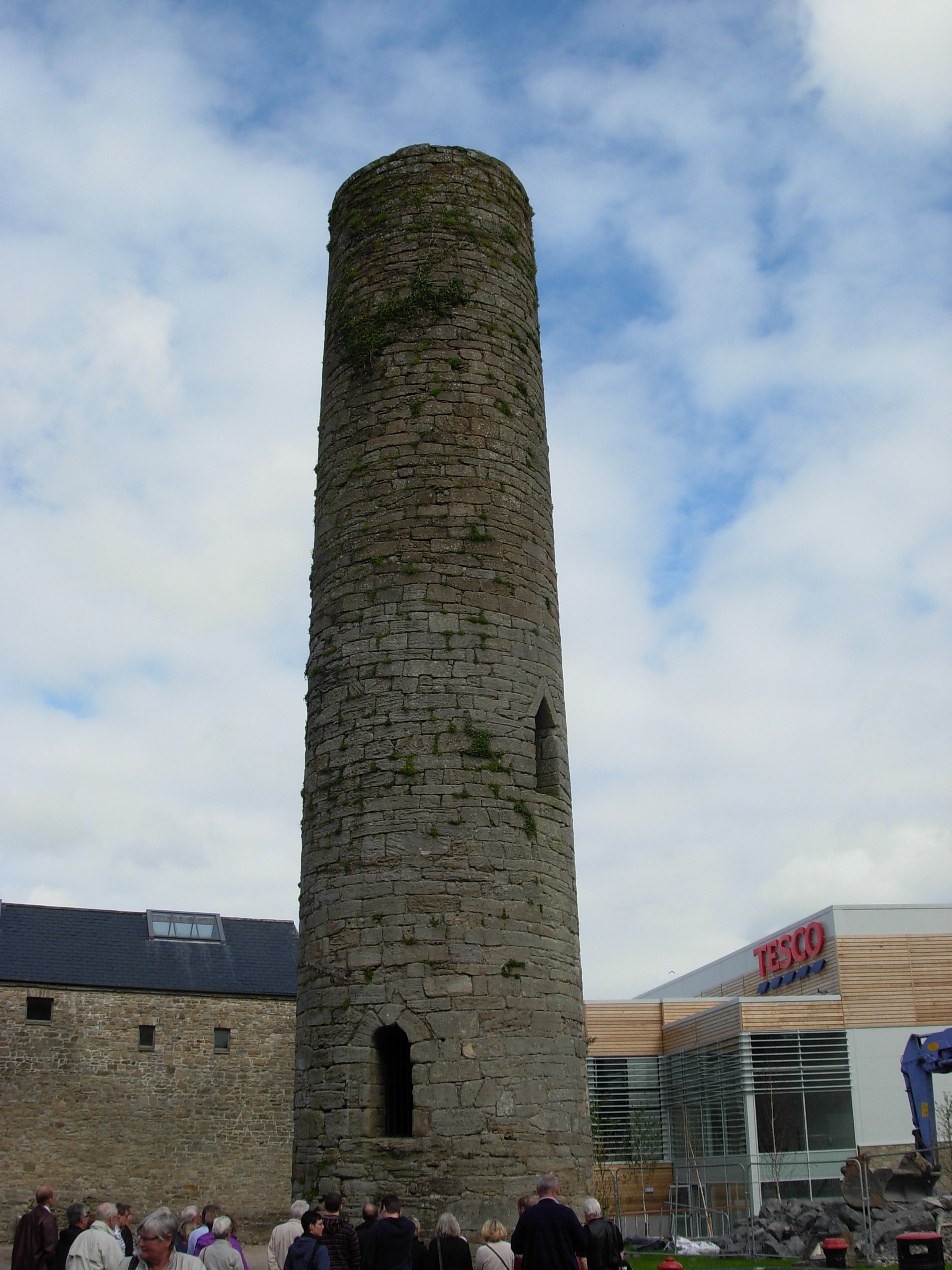
Rundturm von Roscrea (2011)

Der Rundturm von Roscrea ist eines der erhaltenen Bauwerke des ehemaligen Klosters der frühchristlichen Kirche in Roscrea im County Tipperary in Irland. Das Kloster wurde vom heiligen Cronan im siebten Jahrhundert gegründet und bestand bis in das zwölfte Jahrhundert. Das Gelände wird heute von der Straße R445 durchschnitten.

## Geschichte
Der Rundturm stammt vermutlich aus der ersten Hälfte des zwölften Jahrhunderts. In den Annalen der vier Meister wird berichtet, dass er 1135 von einem Blitz getroffen wurde, der die Spitze beschädigte. Ob dabei die Spitze beschädigt wurde, und ob sie wiedererrichtet wurde, ist nicht bekannt.
Bekannt ist, dass der Tum um 1800 um mehrere Meter gekürzt wurde. Gelegentlich wird behauptet, dass dies geschah, weil von dort oben auf Soldaten der nahegelegenen Kaserne geschossen wurde.   Dies ist aber unwahrscheinlich und es gibt keinerlei Belege dafür. Der Turm erhielt zu dieser Zeit eine Holzkonstruktion als Dach. Diese wurde circa 1850 entfernt und seitdem hat der Turm seine jetzige Höhe.

## Architektur
Der Rundturm ist 20 m hoch; ursprünglich hatte er mit Spitze eine ungefähre Höhe von 30 m.
Das Fundament ist etwa 3 m tief, was für einen Rundturm ungewöhnlich tief ist. An der Basis hat er einen Durchmesser von 4,7 m. Die Türöffnung beginnt in einer Höhe von 2,3 m. Jeweils vier große Steine bilden die Seitenpfosten. Darüber bilden drei weitere Steine einen Rundbogen. Kaum noch zu erkennen ist eine stark verwitterte Zierleiste entlang diesen Steinen.
Mehrere Meter darüber und seitlich nach Osten versetzt befindet sich eine weitere große Öffnung, die nahezu die Dimension einer Türöffnung hat, aber eher eine Fensteröffnung ist. Zwei große Steine bilden hier einen Dreiecksabschluss. An der rechten Wandseite im Inneren befinden sich das Relief eines Schiffes sowie ein weiteres Relief; vermutlich ein Kreuz. Diese sind circa 20 bis 30 cm groß. In keinem anderen Rundturm gibt es ähnliche Besonderheiten.
Weiter oben befinden sich noch zwei kleinere rechteckige Fensteröffnungen, wie sie an vielen Rundtürmen üblich sind.

## Weitere Monumente

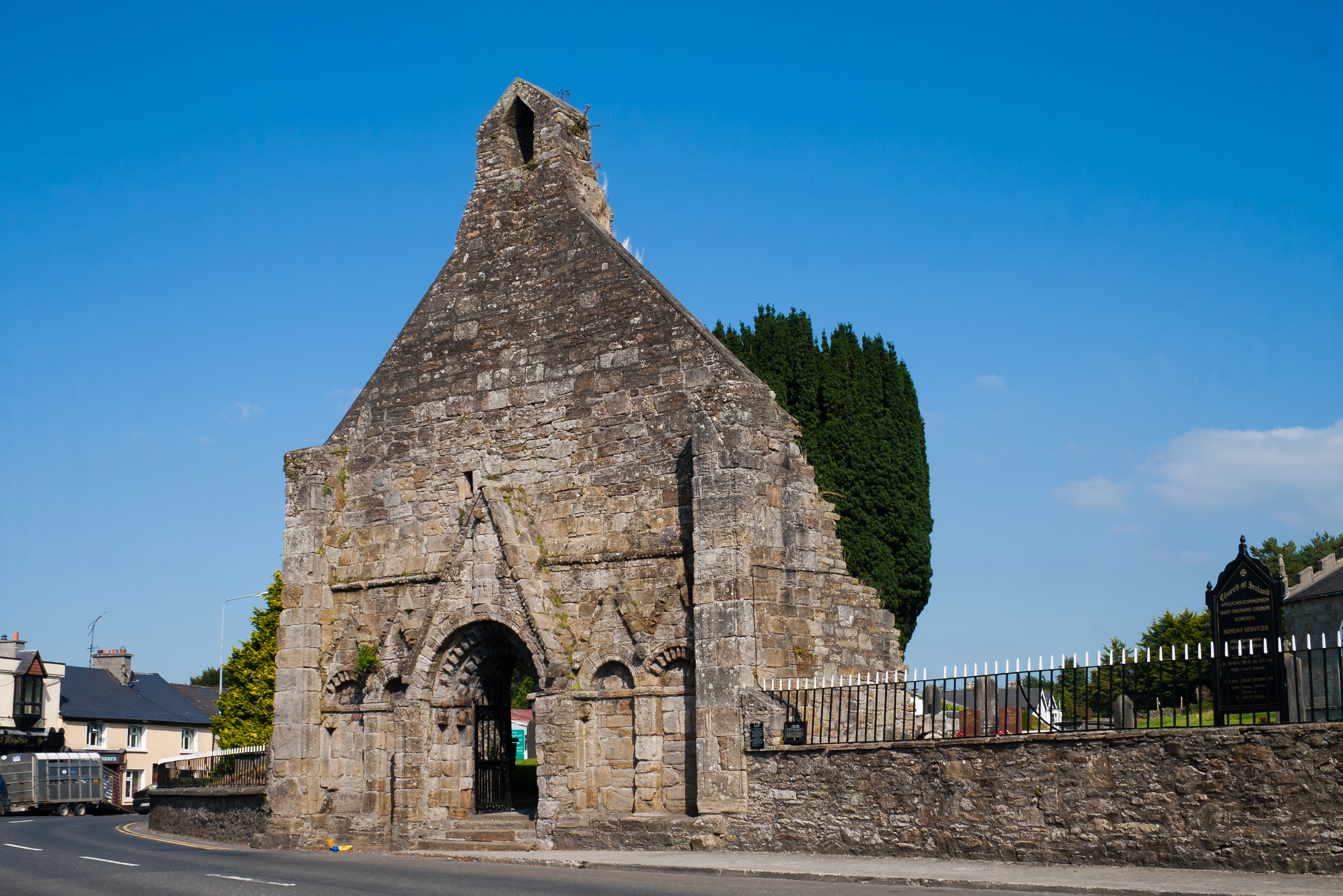
Westfront der romanischen Kirchenruine (2010)

Auf dem Gelände des vom heiligen Crónán gegründeten Klosters (es wird von der Straße R445 durchschnitten) sind noch erhalten:
- die Westfront der aus dem zwölften Jahrhundert stammenden Kirche. Sie wurde 1812 abgerissen.  Kirche.  Der noch erhaltene Eingangsbereich ist im Irisch-Romanischen Baustil errichtet. Über der Tür befindet sich ein dreieckiger Tympanon mit einer Figur; vermutlich der eines Bischofs. An den Seiten sind Blendarkade.[1]
- ein Hochkreuz.[1]  Hierbei handelt es sich um eine Nachbildung; das Original wurde 2004 in das nahegelegene „Black Mill Centre“ (Museum) versetzt[6]